# Erfurti egyházmegye
Az Erfurti egyházmegye (latinul: Dioecesis Erfordiensis, németül: Bistum Erfurt) egy németországi római katolikus egyházmegye. A püspökséget II. János Pál pápa alapította 1994-ben, korábban apostoli adminisztratúra működött a területen (Erfurt-Meiningen).
Az egyházmegye a Paderborni főegyházmegye szuffragán egyházmegyéje, jelenlegi püspöke Ulrich Neymeyr. Székesegyháza az erfurti Szűz Mária Katedrális.

## Története
Erfurt városában már 742-ben püspökséget alapított Szent Bonifác, ám ez 755-ben már meg is szűnt. Egyetlen püspöke Szent Adalar volt. Ezt követően a terület évszázadokig a mainzi püspökök fennhatósága alatt állt, segédpüspökeik pedig gyakran Erfurt városában székeltek. A reformáció után a környéken a katolikus vallás háttérbe szorult, a 20. századig nem élt a területen jelentős katolikus közösség. A bécsi kongresszus után a terület Paderborn, majd 1929-től Fulda és Würzburg alá tartozott.
A második világháború után e két püspökség jelentős része a szövetségesek megszállása alá került, Türingia viszont szovjet ellenőrzés alá került, így a pasztorális feladatok ellátása egyre nehezebbé vált. Ezt 1953-ban úgy orvosolták, hogy Joseph Freusberg személyében egy fuldai segédpüspököt neveztek ki, aki az akkor NDK-beli Erfurtba helyezte püspöki székét. Türingia Würzburg alá tartozó részén pedig egy helynököt neveztek ki. 1973-ban erfurt-meiningeni apostoli adminisztratúra néven összevonták a két területet, ami jogilag továbbra is a két püspökség alá tartozott.
Végül 1994 július 8-án a Szentszék és Türingia között létrejött szerződés alapján, II. János Pál pápa Quo aptius kezdetű konstitúciójával megalapította az önálló püspökséget. Az egyházmegye első püspöke az addigi apostoli kormányzó, Dr. Joachim Wanke lett, akit 2012-ben nyugalmaztak. 2014-ben Ulrich Neymeyr mainzi segédpüspököt nevezték ki főpásztornak.

## Az egyházmegye püspökei

### Középkori egyházmegye
- Szent Adalar (942-955)

### Erfurt-Meiningen
- Hugo Aufderbeck, mint apostoli kormányzó (1973–1981)
- Joachim Wanke, mint apostoli kormányzó (1981–1994)

### Modern egyházmegye
- Joachim Wanke (1994–2012)
- Ulrich Neymeyr (2014- )

## Szomszédos egyházmegyék
- Würzburgi egyházmegye (délnyugat)
- Fuldai egyházmegye (nyugat)
- Hildesheimi egyházmegye (északnyugat)
- Magdeburgi egyházmegye (északkelet)
- Drezda-Meißeni egyházmegye (kelet)
- Bambergi főegyházmegye (dél)